# Mimail
Mimail is een computerworm die zich verspreidt via e-mails.
De worm verzendt een e-mail aan het slachtoffer die onjuiste informatie weergeeft, doorgaans dat het e-mailadres spoedig verloopt. De kwaadaardige bijgevoegde bijlage heet doorgaans message.html en bevat een zipbestand.
Na het inbreken op de computer zoekt de worm (gebruikers)informatie en publiceert die eventueel.

## Varianten
Er zijn enkele veelvoorkomende varianten, waaronder:
- Mimail.C[3]
- Mimail.D[4]
- Mimail.E[5]
- Mimail.F[5]
- Mimail.H[5]